# لونی اندرسون
 لونی اندرسون (به انگلیسی: Loni Anderson؛ زادهٔ ۵ اوت ۱۹۴۵ – درگذشتهٔ ۳ اوت ۲۰۲۵) بازیگر اهل ایالات متحده آمریکا بود. وی از سال ۱۹۶۶ تا سال ۲۰۲۳ میلادی، مشغول فعالیت بوده‌است.
از جمله فیلم‌ها یا برنامه‌های تلویزیونی که وی در آن‌ها، نقش داشته‌است می‌توان به ۳ نینجا: رویارویی در کوه مگا، همه سگ‌ها به بهشت می‌روند و شبی در راکسبری اشاره کرد.